# نادي كاسيرتانا
نادي كاسيرتانا (بالإيطالية: .Casertana F.C)‏ هو نادي كرة قدم إيطالي مقره في كزرتة، كامبانيا. يلعب النادي حاليًا في دوري الدرجة الرابعة.